# Plagiochasma cordatum
Plagiochasma cordatum är en bladmossart som beskrevs av Lehm. et Lindenb.. Plagiochasma cordatum ingår i släktet Plagiochasma och familjen Aytoniaceae. Inga underarter finns listade i Catalogue of Life.